# Sanga (distrito)

localização do distrito em Moçambique

Sanga é um distrito situado na província de Niassa, em Moçambique, com sede na vila de Unango. Tem limite a oeste com o distrito do Lago, a sul com o distrito de Chimbonila, a leste com os distritos de Muembe e Mavago e a norte com a República da Tanzânia.

## Demografia
Em 2017, o Censo indicou uma população de 75 658 residentes. Com uma área de 12185  km², a densidade populacional rondava os 6,2 habitantes por km². A população actual representa um aumento de 34,7% em relação aos 56 165 habitantes registados no Censo de 2007.

## Divisão administrativa
Até 1975 era uma circunscrição administrativa.
O distrito está dividido em quatro postos administrativos (Lussimbeze, Macaloge, Matchedje e Sanga), compostos pelas seguintes localidades:
- Posto Administrativo de Lussimbeze:
  - Cajamba
  - Luchimua
  - Nsauca
- Posto Administrativo de Macaloje:
  - Macaloge
- Posto Administrativo de Matchedje:
  - Matchedje
- Posto Administrativo de Sanga:
  - Vila de Unango